# 英厄姆 (內布拉斯加州)
英厄姆（英語：Ingham）是位於美國內布拉斯加州道生縣的鬼鎮。

## 地理
英厄姆所處的海拔為高於海平面800米（即2625英呎），而該地所採用的時區為UTC-6，即北美中部时区（CST）。同時該地設有夏令時間，為UTC-6調快一小時，即UTC-5（CDT）。